# Biatlon na Zimních olympijských hrách 2002
Závody v biatlonu na Zimních olympijských hrách 2002 probíhaly od 11. do 20. února 2002 ve středisku Soldier Hollow, ležícím 85 km jihovýchodně od Salt Lake City. Startovalo v nich 190 olympioníků z 34 zemí. Poprvé od roku 1992 došlo k rozšíření soutěží, když olympijskou premiéru zažil stíhací závod.

## Medailové pořadí zemí
| Pořadí | Země            | Zlato | Stříbro | Bronz | Celkově |
| ------ | --------------- | ----- | ------- | ----- | ------- |
| 1.     | Norsko (NOR)    | 4     | 2       | 0     | 6       |
| 2.     | Německo (GER)   | 3     | 5       | 1     | 9       |
| 3.     | Rusko (RUS)     | 1     | 0       | 2     | 3       |
| 4.     | Francie (FRA)   | 0     | 1       | 1     | 2       |
| 5.     | Švédsko (SWE)   | 0     | 0       | 2     | 2       |
| 6.     | Rakousko (AUT)  | 0     | 0       | 1     | 1       |
| 6.     | Bulharsko (BUL) | 0     | 0       | 1     | 1       |
|        | Celkem          | 8     | 8       | 8     | 24      |

## Medailisté

### Muži
| Disciplína         | Zlato                                                                                   | Výkon     | Stříbro                                                               | Výkon     | Bronz                                                                              | Výkon     |
| ------------------ | --------------------------------------------------------------------------------------- | --------- | --------------------------------------------------------------------- | --------- | ---------------------------------------------------------------------------------- | --------- |
| vytrvalostní závod | Ole Einar Bjørndalen · Norsko (NOR)                                                     | 51:03,3   | Frank Luck · Německo (GER)                                            | 51:39,4   | Viktor Majgurov · Rusko (RUS)                                                      | 51:40,6   |
| sprint             | Ole Einar Bjørndalen · Norsko (NOR)                                                     | 24:51,3   | Sven Fischer · Německo (GER)                                          | 25:20,2   | Wolfgang Perner · Rakousko (AUT)                                                   | 25:44,4   |
| stíhací závod      | Ole Einar Bjørndalen · Norsko (NOR)                                                     | 32:34,6   | Raphaël Poirée · Francie (FRA)                                        | 33:17,6   | Ricco Groß · Německo (GER)                                                         | 33:30,6   |
| štafeta            | Norsko (NOR) · Halvard Hanevold · Frode Andresen · Egil Gjelland · Ole Einar Bjørndalen | 1:23:42,3 | Německo (GER) · Ricco Groß · Peter Sendel · Sven Fischer · Frank Luck | 1:24:27,6 | Francie (FRA) · Gilles Marguet · Vincent Defrasne · Julien Robert · Raphaël Poirée | 1:24:36,6 |

### Ženy
| Disciplína         | Zlato                                                                               | Výkon     | Stříbro                                                                                               | Výkon     | Bronz                                                                                      | Výkon     |
| ------------------ | ----------------------------------------------------------------------------------- | --------- | --- | --------- | ------------------------------------------------------------------------------------------ | --------- |
| vytrvalostní závod | Andrea Henkelová · Německo (GER)                                                    | 47:29,1   | Liv Grete Skjelbreidová · Norsko (NOR)                                                                | 47:37,0   | Magdalena Forsbergová · Švédsko (SWE)                                                      | 48:08,3   |
| sprint             | Kati Wilhelmová · Německo (GER)                                                     | 20:41,4   | Uschi Disl · Německo (GER)                                                                            | 20:57,0   | Magdalena Forsbergová · Švédsko (SWE)                                                      | 21:20,4   |
| stíhací závod      | Olga Pylevová · Rusko (RUS)                                                         | 31:07,8   | Kati Wilhelmová · Německo (GER)                                                                       | 31:13,1   | Irina Nikulčinová · Bulharsko (BUL)                                                        | 31:15,9   |
| štafeta            | Německo (GER) · Katrin Apelová · Uschi Dislová · Andrea Henkelová · Kati Wilhelmová | 1:27:55,8 | Norsko (NOR) · Ann-Elen Skjelbreid · Linda Tjørhom · Gunn Margit Andreassen · Liv Grete Skjelbreidová | 1:28:26,4 | Rusko (RUS) · Olga Pylevová · Galina Kuklevová · Světlana Išmuratovová · Albina Achatovová | 1:29:20,5 |